# Zisterzienserinnenabtei Bouchet

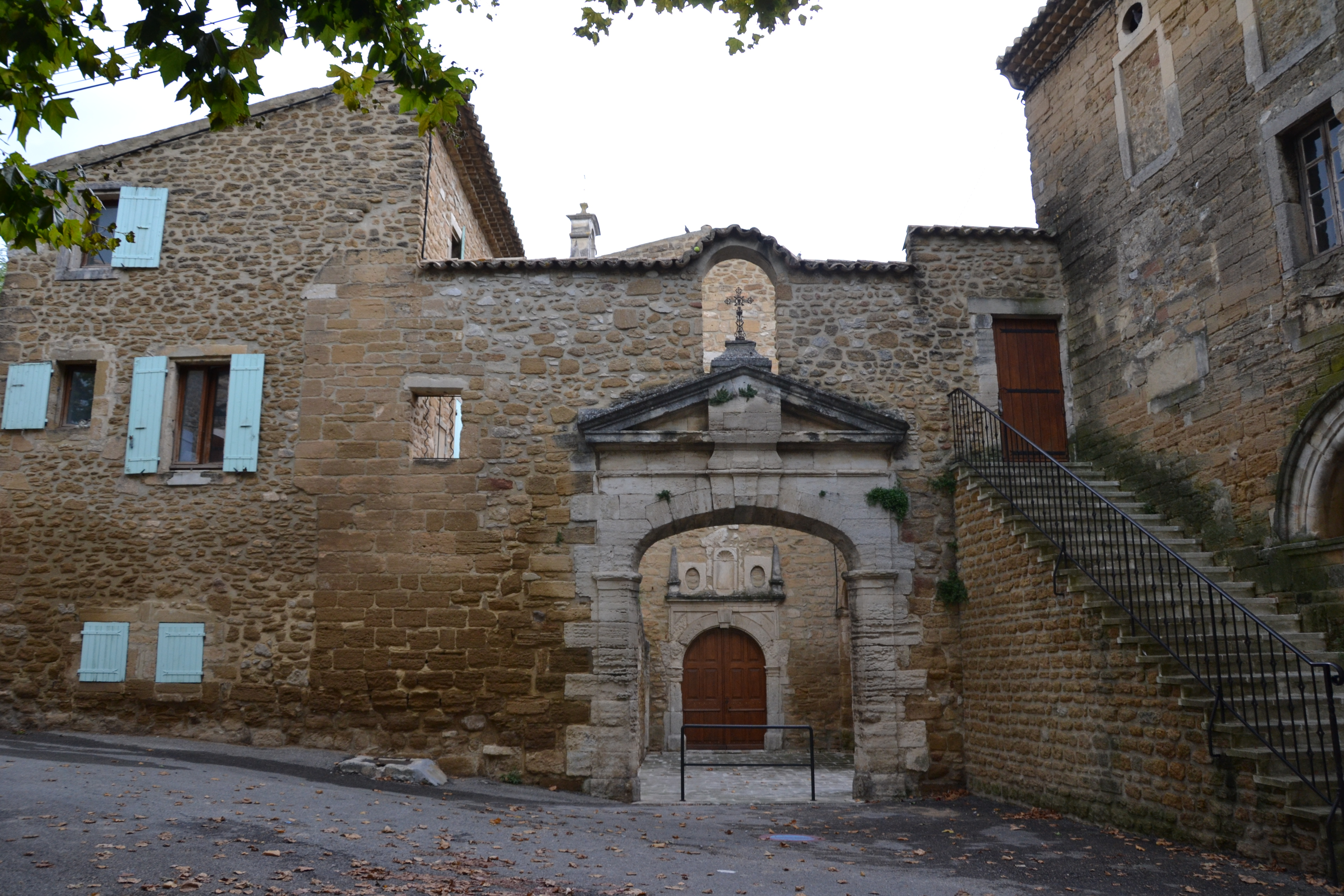
Zisterzienserinnenabtei Bouchet, Eingang

Die Zisterzienserinnenabtei Bouchet (auch: Le Bosquet) war von der Mitte des 12. Jahrhunderts bis 1413 ein Kloster der Zisterzienserinnen in Bouchet, Département Drôme, in Frankreich.

## Geschichte
Raimund I. von Les Baux († 1149) stiftete zehn Kilometer östlich von Bollène das Zisterzienserinnenkloster Notre-Dame du Bosquet (lateinisch: Boschetum), aus dem sich später der Ort Bouchet entwickelte. Besondere Bedeutung erhielt das Kloster durch die Reliquienverehrung des 1233 dort verstorbenen heiligen Dominikaners Bertrand von Garriga. 1413 wurde das ruinierte Kloster an das Kloster Aiguebelle angeschlossen, das es mit wenigen Mönchen besiedelte. 1475 wandelte der Erzbischof von Avignon das Kloster in eine Schule um (Collège du Roure), der im 19. Jahrhundert andere weltliche Verwendungen folgten. Die zum Teil erhaltenen Gebäude wurden 2005 von der Gemeinde erworben und sind derzeit Mitglied der Europäischen Charta der Zisterzienserabteien und -stätten. 

### Handbuchliteratur
- Gallia Christiana 1, Spalte 739–740.
- Leopold Janauschek: Originum Cisterciensium tomus 1, Wien 1877, S. 46.
- Laurent Henri Cottineau: Répertoire topo-bibliographique des abbayes et prieurés. Bd. 1. Protat, Mâcon 1939–1970. Nachdruck: Brepols, Turnhout 1995. Spalte 449.
- Bernard Peugniez: Le Guide Routier de l’Europe Cistercienne. Editions du Signe, Straßburg 2012, S. 341.
- Gereon Christoph Maria Becking: Zisterzienserklöster in Europa. Kartensammlung. Lukas Verlag Berlin 2000, ISBN 3-931836-44-4, Blatt 73 D.
- Sites cisterciens d’Europe. Cistercian Sites in Europe. Edition Charte européenne des Abbayes et Sites cisterciens, Antwerpen 2012, S. 51.